# Kaffeesiederei Blumensträußl

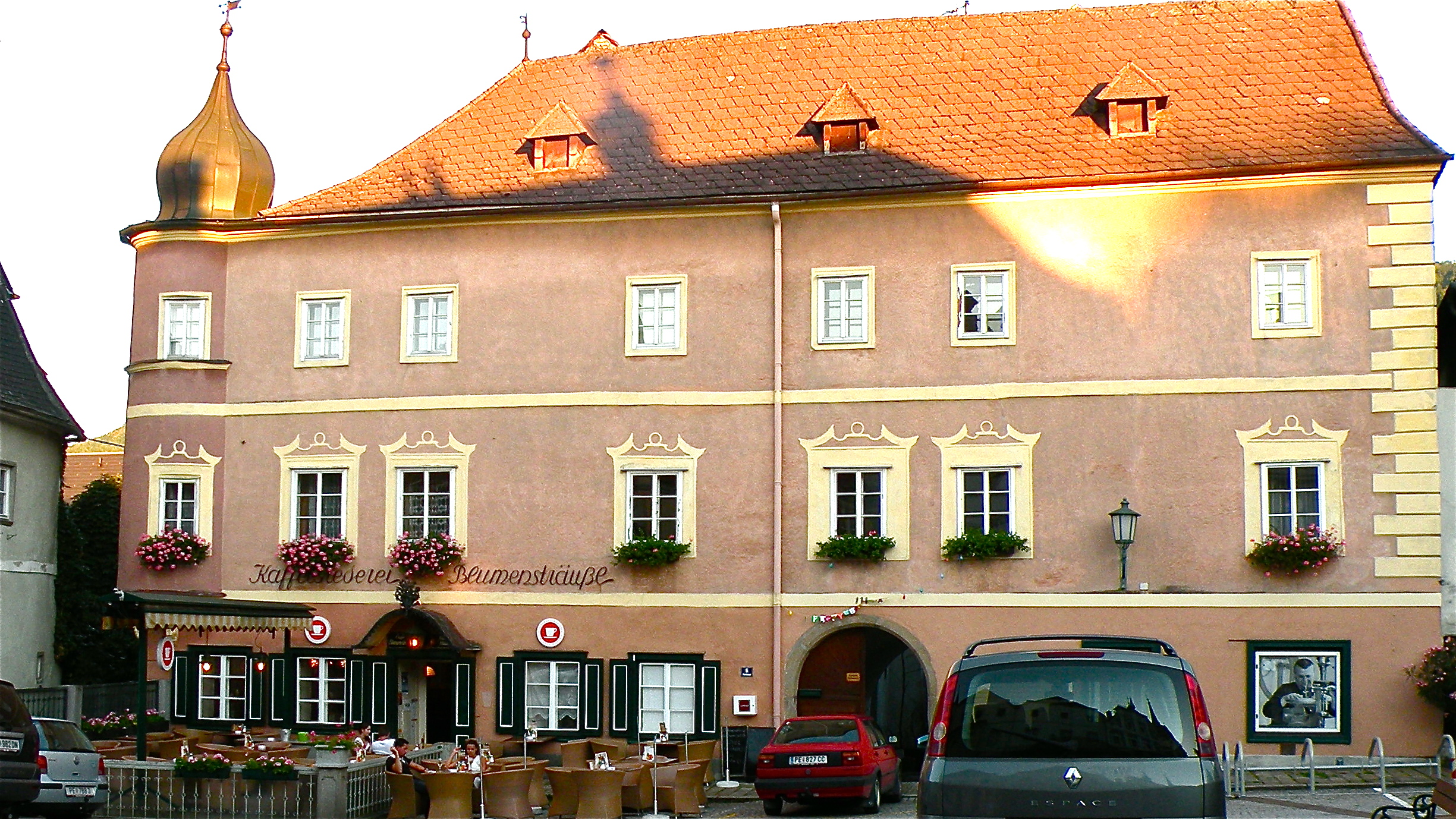
Kaffeesiederei Blumensträußl

Die Kaffeesiederei Blumensträußl ist ein seit Generationen geschätztes, traditionelles Café am Hauptplatz von Grein an der Donau in Oberösterreich. Die Lärchendecke im Gastraum steht unter Denkmalschutz (Listeneintrag).

## Gebäude und Einrichtung
Das am Stadtplatz von Grein gelegene Bürgerhaus geht auf das Jahr 1450 zurück. Nach dem großen Stadtbrand im Jahr 1642 wurde die heute denkmalgeschützte Decke aus Lärchenholz eingebaut. Die beiden Kachelöfen stammen aus der Biedermeierzeit. Die Inneneinrichtung aus Kirschholz wurde 1924 im Biedermeier-Stil gestaltet.

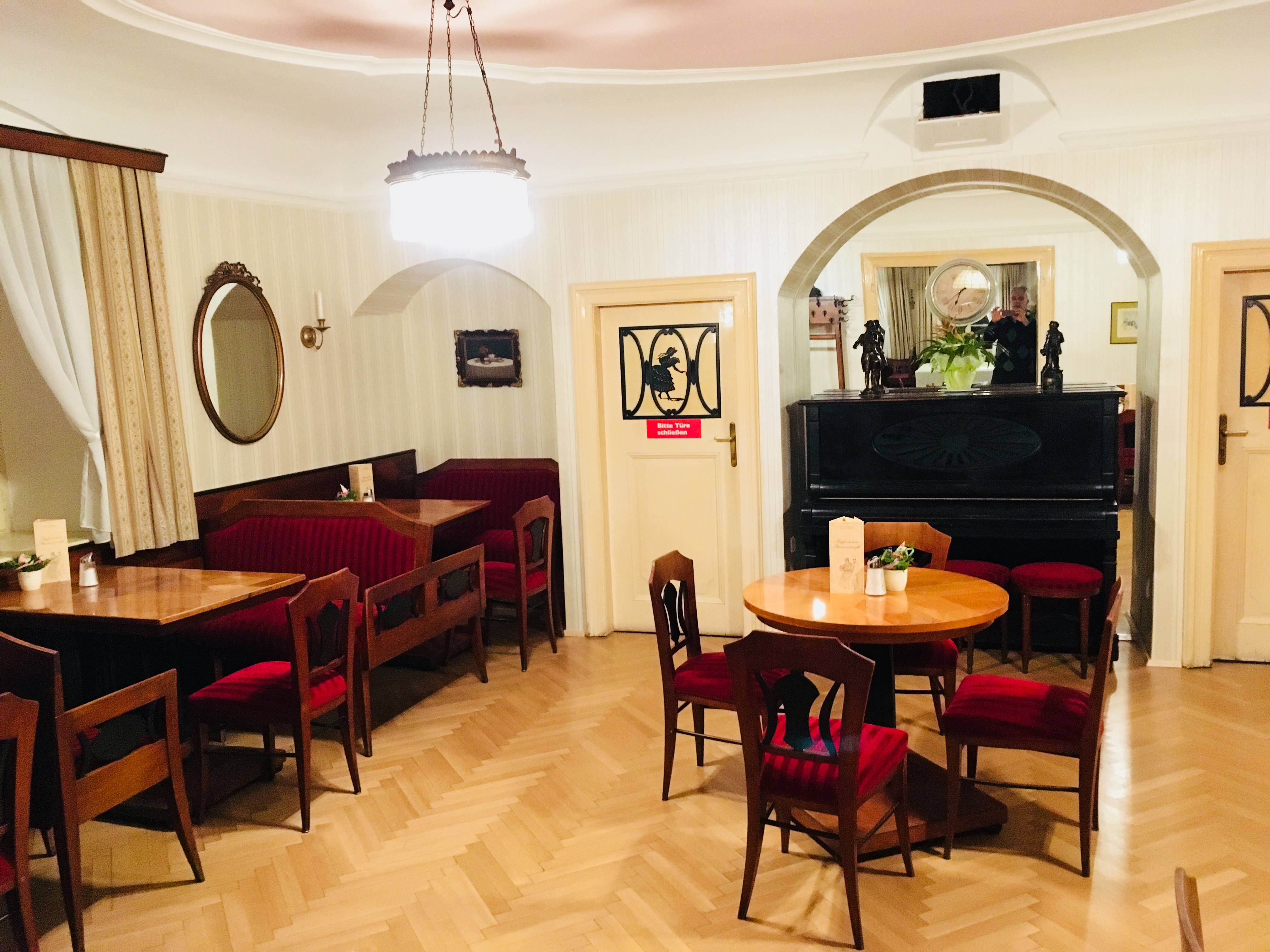
Klavierraum in der Kaffeesiederei Blumensträußl
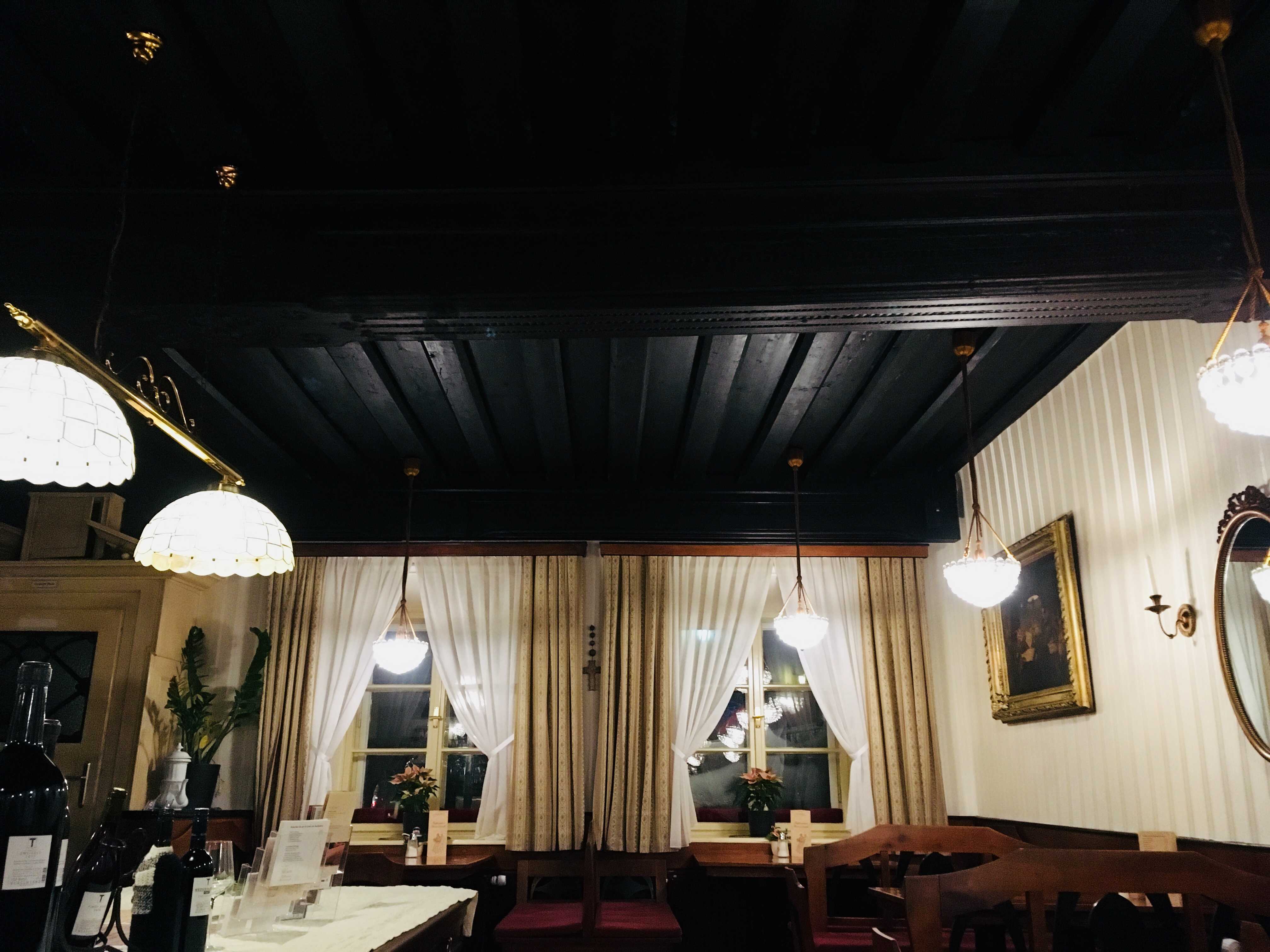
Abendstimmung unter der denkmalgeschützten Lärchendecke des Blumensträußl

## Inhaber und Pächter
Karl Kern pachtete 1876 einen bereits bestehenden Gast- und Kaffeehausbetrieb, den er 1883 käuflich erwerben konnte. Im Verlauf der Zeit wurde der Betrieb um Sodaerzeugung, Weinhandel und – dazu passend – eine Fassbinderei erweitert.
Im Jahr 1923 pachtete Edmund Karwinski das Kaffeehaus und ließ es von Architekt Bukowitsch aus Waidhofen an der Ybbs im Biedermeier-Stil einrichten. Danach wechselten sich weitere, nicht zur Familie gehörige Pächter ab.
1959 bis 1995 betrieben Maria und Rudolf Kern das Blumensträußl. Von 1954 bis 1970 wurde zusätzlich Frucade und Soda produziert.
Ab 1995 gab es wieder verschiedene Pächter, bis Klaus-Dieter Heilmann, der Ur-Ur-Urenkel von Karl Kern bzw. Enkel von Maria und Rudolf Kern, am 26. November 2016 die Kaffeesiederei Blumensträußl nach stilgerechter Renovierung wiedereröffnete. Der Familientradition des Weinhandels entsprechend wurde außerdem eine Vinothek eingerichtet, die in Richtung des seit 1791 bespielten Greiner Stadttheaters an das Kaffeehaus angrenzt.